# Фелікс Крісанто
Фелікс Крісанто (ісп. Félix Crisanto, нар. 9 вересня 1990, Брус-Лагуна) — гондураський футболіст, захисник клубу «Мотагуа» та національної збірної Гондурасу.

## Клубна кар'єра
У молодому віці він відправився в третє по величині місто в Гондурасі, Ла-Сейба, з бажанням потрапити до академії однієї з двох команд в цьому місті «Вікторія» і «Віда». Нарешті він був  забраний «Вікторією», де став грати за дублюючу команду в Третьому дивізіоні.
Він дебютував в першій команді «Депортіво Вікторія» у віці 18 років, 4 жовтня 2008 року, в матчі проти «Олімпії». У 2012 році зіграв свій перший фінал в Національній лізі Гондурасу, також проти «Олімпії», але його команда програла за сумою двох матчів і стала віце-чемпіоном. 21 серпня 2013 року Крісанто дебютував в міжнародному матчі в грі проти «Тіхуани» (2:3) у Лізі чемпіонів КОНКАКАФ 2013-14.
16 червня 2015 року Фелікс перейшов у клуб «Мотагуа», який заплатив $ 44500 за 50% прав на гравця. З новим клубом Крісанто завоював два чемпіонства під керівництвом Дієго Васкеса. Його кузен Вілмер Крісанто також в цей період грав за «Мотагуа». Наразі Фелікс встиг відіграти за клуб з Тегусігальпи 51 матч в національному чемпіонаті.

## Виступи за збірну
2016 року дебютував в офіційних матчах у складі національної збірної Гондурасу. 
У складі збірної був учасником розіграшу Золотого кубка КОНКАКАФ 2017 року у США.
Наразі провів у формі головної команди країни 6 матчів.

## Досягнення
- Чемпіон Гондурасу: Апертура 2016, Клаусура 2017
- Переможець Центральноамериканського кубка: 2017